# Großer Wariner See
Der Große Wariner See (auch: Groß-Wariner See) ist ein zur Sternberger Seenlandschaft gehörender Binnensee im Landkreis Nordwestmecklenburg, Mecklenburg-Vorpommern. Er hat eine ungefähre Länge von rund 2,8 Kilometern, eine Breite von 1,3 km und eine durchschnittliche Tiefe von 4,7 Metern. Der See ist wie alle mecklenburgischen Seen in der letzten Eiszeit entstanden und ist ein typischer Rinnensee. Das Westufer des Sees ist größtenteils bewaldet, während das Ostufer überwiegend landwirtschaftlich genutzt wird. Der See ist fast komplett von einem Schilfgürtel umgeben. Südlich des Sees liegt die namensgebende Stadt Warin. Über den Brüeler Bach hat er eine Anbindung an die Warnow und an die Ostsee.

## Weitere Fakten
Der See wird sowohl für die Fischerei als auch touristisch genutzt. Die Fläche beträgt 2,6 Quadratkilometer. Folgende Fischarten sind bereits nachgewiesen worden:
Aale, Barschartige, Brassen, Hechte, Karpfen, Rotaugen, Schleie, Zander.
Jedes Jahr findet auf dem Großen Wariner See ein Langstreckenschwimmen der DLRG Warin über 1,6 km statt. Seine Wasserqualität ist ausgezeichnet.
In einer Entfernung zwischen zwei und sechs Kilometern liegen weitere zehn Seen.

## Weitere Orte am See

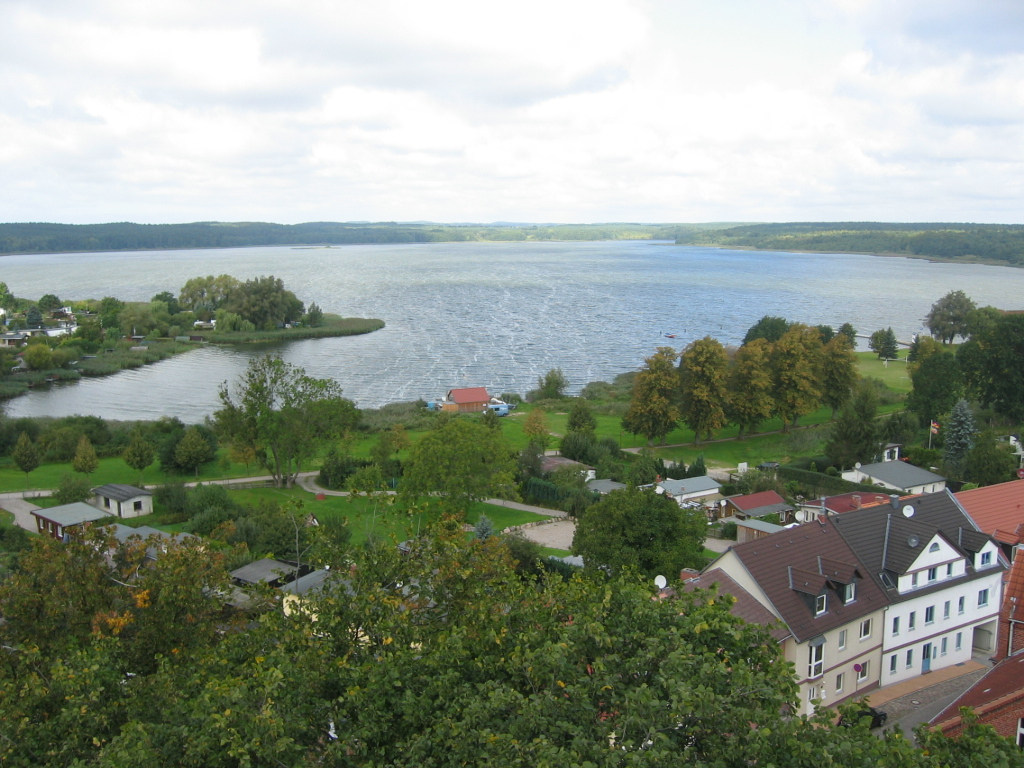
Der See von der Wariner Stadtkirche gesehen

- Bibow
- Blankenberg
- Langen Jarchow
- Neukloster
- Jesendorf[2]